# Mlaka pri Kočevju
Mlaka pri Kočevju je naselje u slovenskoj Općini Kočevju. Mlaka pri Kočevju se nalazi u pokrajini Dolenjskoj i statističkoj regiji Jugoistočnoj Sloveniji. 

## Stanovništvo
Prema popisu stanovništva iz 2002. godine naselje je imalo 287 stanovnika.